# 贾斯珀 (艾伯塔省)
贾斯珀（Jasper）是加拿大阿尔伯塔省一座城市，位于阿萨巴斯卡河谷中，是贾斯珀国家公园的商业中心。总人口4029（2021年）。
52°52′23″N 118°04′55″W / 52.8731°N 118.082°W